# フォース・プラネット
『フォース・プラネット』（原題:Approaching the Unknown）は2016年に公開されたアメリカ合衆国のSF映画である。監督はマーク・イライジャ・ローゼンバーグ、主演はマーク・ストロングが務めた。本作はローゼンバーグの映画監督デビュー作となった。
本作は日本国内で劇場公開されなかったが、2017年7月5日にDVDが発売された。

## ストーリー
土や砂を圧縮して水を生成する装置を開発した功績で、ウィリアム・D・スタナフォースは火星入植計画の第1号機パイロットに選出された。火星入植計画はスタナフォースが開発した装置の存在を前提としており、片道分しか燃料が積まれていないこともあって、装置の故障はスタナフォースの死を意味した。絶えずつきまとう死の恐怖と孤独の中、スタナフォースは火星に向けて出発した。
しばらくして、水生成装置に不具合が発生した。その事実を知った司令部は地球への帰還を命じたが、スタナフォースはその命令を無視し、手動運転に切り替えて火星への旅を続けることにした。その後、宇宙船が星雲に突入してしまうというトラブルがあったが、スタナフォースは命の危険を感じる以上に、未知の体験ができたことへの喜びを噛みしめるのだった。そして、スタナフォースは宇宙服を着て船外へと飛び出した。
それから多くの月日が流れ、スタナフォースを乗せた宇宙船は火星にたどり着いた。火星に降り立ったスタナフォースは「ここに生きていた者もいないし、ここで死んだ者もいない。私はこの地で永遠に生きることになるだろう」と感慨深そうに呟くのだった。

## キャスト
- ウィリアム・D・スタナフォース：マーク・ストロング
- ルイス・スキナー：ルーク・ウィルソン
- エミリー・マドックス：サナ・レイサン
- フランク・ワースリー：チャールズ・ベイカー
- グリーンストリート：アンデルシュ・ダニエルセン・リー

## 公開・興行収入
2016年4月21日、パラマウント映画とヴァーティカル・エンターテインメントが本作の全米配給権を獲得したと報じられた。28日、本作のオフィシャル・トレイラーが公開された。5月24日、本作の劇中映像が公開された。6月3日、本作は全米11館で限定公開され、公開初週末に6476ドル（1館あたり588ドル）を稼ぎ出し、週末興行収入ランキング初登場57位となった。

## 評価
本作に対する批評家の評価は平凡なものに留まっている。映画批評集積サイトのRotten Tomatoesには21件のレビューがあり、批評家支持率は43%、平均点は10点満点で5.02点となっている。また、Metacriticには13件のレビューがあり、加重平均値は53/100となっている。